# Coleophora vibicigerella
Coleophora vibicigerella é uma espécie de mariposa do gênero Coleophora pertencente à família Coleophoridae.